# L'Expulsion du paradis
Pour plus de détails, voir Fiche technique et Distribution.
L'Expulsion du paradis (Die Vertreibung aus dem Paradies) est un film allemand réalisé par Niklaus Schilling, sorti en 1977.

## Synopsis
Anton Paulisch veut faire une carrière internationale en tant qu'acteur et déménage de Munich à Rome.

## Fiche technique
- Titre : L'Expulsion du paradis
- Titre original : Die Vertreibung aus dem Paradies
- Réalisation : Niklaus Schilling
- Scénario : Niklaus Schilling
- Photographie : Ingo Hamer
- Montage : Niklaus Schilling
- Production : Elke Haltaufderheide et Manfred Korytowski
- Société de production : Visual KW Film and Television Production
- Pays :  Allemagne de l'Ouest
- Genre : Aventure et comédie dramatique
- Durée : 119 minutes
- Dates de sortie : 
  -  Allemagne de l'Ouest : 28 octobre 1977

## Distribution
- Herb Andress : Andy Paulisch
- Elke Haltaufderheide : Astrid Paulisch
- Ksenija Protic : la comtesse
- Jochen Busse : Berens
- Andrea Rau : Evi Hollauer
- Herbert Fux : la caméraman
- Elisabeth Bertram : la mère
- Georg Tryphon : le producteur
- Trude Breitschopf : la cliente

## Distinctions
Le film a été présenté en sélection officielle en compétition lors de Berlinale 1977.